# بیت کثیف
بیت کثیف (به انگلیسی: Dirty bit) یا در حافظه نهان پردازنده وجود دارد یا در الگوریتم‌های جایگزینی صفحه در سیستم‌عامل.

## جایگزینی صفحه
در الگوریتم‌های جایگزینی صفحه، هر صفحه (قاب) یک بیت سخت‌افزاری به نام «بیت تغییر» (به انگلیسی: modify) (یا به اختصار M) دارد. هر گاه که اطلاعات آن صفحه در حافظه تغییر می‌کند، این بیت توسط سخت‌افزار «۱» می‌شود. به این معنی که اطلاعات آن صفحه تغییر کرده است. وقتی که صفحه‌ای را برای جایگزینی انتخاب می‌کنیم، بیت تغییر آن صفحه را بررسی می‌کنیم. اگر بیت «۱» بود، به این معنیست که صفحه مورد نظر از وقتی که از دیسک به حافظه آورده شده تغییر کرده است. در این حالت، ما باید صفحه را مجدداً در دیسک بنویسیم. اگر بیت تغییر صفر بود، به این معنیست که اطلاعات صفحه از وقتی که وارد حافظه شده تغییر نکرده است. بنابراین اگر کپی آن صفحه در دیسک تغییر نکرده باشد (به عنوان مثال توسط یک صفحه دیگر)، آنگاه ما می‌توانیم از نوشتن صفحه مورد نظر در دیسک صرفه نظر کنیم: چون صفحه از قبل در آنجا وجود دارد. به این ترتیب زمان جایگزینی صفحه نصف می‌شود.